# 恰芒波拉康
恰芒波拉康，位于西藏自治区日喀则地区吉隆县差那乡恰芒波村，是一座藏传佛教寺院。

## 简介
恰芒波拉康位于吉隆县差那乡恰芒波村，处在距离吉隆县城东方45公里处的佩枯错西岸的湖滨台地，海拔4600米，与佩枯错东岸的聂拉木县喇普德庆寺隔湖相望。
2009年6月5日及7月28日，西藏自治区文物保护研究所调查了恰芒波拉康。传说，恰芒波拉康起初由藏医大师新宇拓·云登贡波（1126年－1201年）出资，恰芒波地方的恰·桑杰噶玛伏藏师兴建。因为新宇拓·云登贡波从18岁起，经今吉隆县境内的蕃尼古道等路线，赴印度求学及讲经共六次，所以若恰芒波拉康建筑的创建与新宇拓·云登贡波有关，则其创建时间可定为12世纪。根据托木形制以及木构件装饰特征等等判断，该拉康的建筑年代应当在12至13世纪。
21世纪初，恰芒波拉康仍然保存着带有印藏风格的古建筑木构架，同时还有汉式古建筑木构形制之影响。梁枋上、门楣设出檐大象、狮子、水兽等动物的雕刻，是难得的西藏艺术史资料。
恰芒波拉康的佛堂原为二层，经堂为一层。佛堂一层的屋顶上残存着夯墙残断，21世纪初仍未盖二层屋顶。恰芒波拉康的现存建筑，平面呈东西向分布，包括一座殿堂、两间储藏室、一间厨房，建筑分布面积558平方米，门朝东。殿堂由后庭的佛堂（主供殿）及前庭的经堂（集会殿）组成。两间储藏室接建在前庭经堂的左边，形成类似“耳室”的布局。厨房接建在大殿的东南角。
恰芒波拉康现存的出檐木雕动物构架，主要位于佛堂内的进深第2柱的横向两柱间的梁枋上，佛堂正门门楣；经堂内的进深第4柱的横向整根梁枋上，经堂正门门楣。佛堂内有三尊木雕动物构架，其中中间雕一尊大象，两侧各雕一尊狮子。在现在所知的西藏古建筑木构架中，一般出檐木雕动物仅有一层，但恰芒波拉康的经堂内有两层出檐木雕动物；梁枋上第一层的出檐两端各雕一尊大象，其余均为狮子；第二层出檐仅在两端各雕一水兽，其余同层椽子未见出檐动物。
恰芒波拉康现存的形制及布局与最初时有变化，但建筑内的柱头托木以及梁架等木构件显示其建筑年代久远。现存木构件的托木形制及风格，梁枋上及门楣有出檐木质卧狮等构架，与吉隆县宗嘎镇卓玛拉康、宗嘎曲德寺的建筑构件架构形式存在相似的地方，这种相似性在与13世纪萨迦北寺等西藏上部地区古建筑构件的比较中可以更凸显出来。西藏自治区内，除拉萨大昭寺、吉隆卓玛拉康、宗嘎曲德寺等少数建筑外，其他古建筑中如此完好的木构架已经很少。